# Воронино (Томский район)
Воронино — деревня в Томском районе Томской области. Административный центр Воронинского сельского поселения.

## География
Деревня находится в 15 километрах к востоку от Томска, через неё проходит автодорога Томск — Асино.

## Население
| 2002  | 2008 | 2009 | 2010  | 2011  | 2012  | 2013  | 2014  | 2015  |
| ----- | ---- | ---- | ----- | ----- | ----- | ----- | ----- | ----- |
| 947   | ↗997 | ↗998 | ↗1053 | ↗1055 | ↗1060 | →1060 | ↗1074 | ↗1087 |
| 2021  |      |      |       |       |       |       |       |       |
| ↗1196 |      |      |       |       |       |       |       |       |

## Транспорт
До Воронино из Томска можно добраться на пригородных автобусах № № 123, 224 и 324.

## Инфраструктура
В селе имеются: средняя общеобразовательная школа http://tom-vrschool.edu.tomsk.ru/, детский сад http://tom-voronino.dou.tomsk.ru/ Архивная копия от 25 августа 2019 на Wayback Machine, фельдшерско-акушерский пункт, дом культуры, библиотека, отделение связи, колбасный цех.
Рядом с Воронино расположено новое городское кладбище Томска. Оно размещается на территории, прежде бывшей учебным полигоном Томского училища связи.